# 加多尔
加多尔，是西班牙安达卢西亚自治区阿尔梅里亚省的一个市镇。 总面积88公里，2001年普查人口總數為2686人，人口密度為每平方公里31人。